# Synagris minuta
Synagris minuta är en stekelart som beskrevs av Henri Saussure 1852. Synagris minuta ingår i släktet Synagris och familjen Eumenidae. Inga underarter finns listade i Catalogue of Life.